# Manuel Duran i Ventosa
Manuel Duran i Ventosa (Barcelona 1862 - 1909) fou un metge barceloní.
Fill de Manuel Duran i Bas i germà del polític i advocat Lluís Duran i Ventosa, realitzà una important tasca en el camp de la investigació científica.